# Jütrichauer Busch
Koordinaten: 51° 56′ 45″ N, 12° 7′ 49″ O

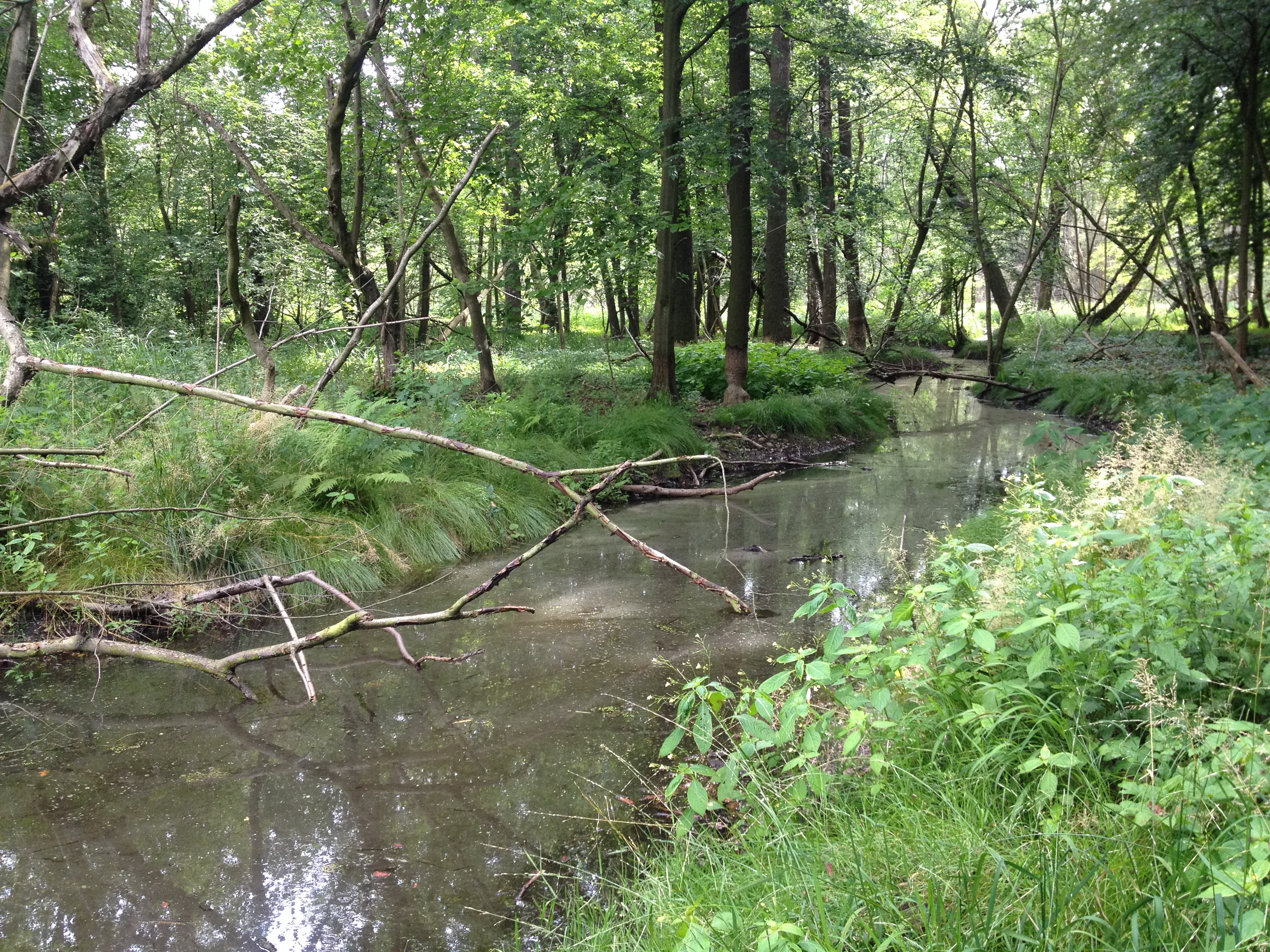
Graben am Rand des Naturschutzgebietes

Der Jütrichauer Busch ist ein Naturschutzgebiet in der Stadt Zerbst/Anhalt im Landkreis Anhalt-Bitterfeld in Sachsen-Anhalt.
Das Naturschutzgebiet mit dem Kennzeichen NSG 0041 ist rund 25 Hektar groß. Es ist vom Landschaftsschutzgebiet „Zerbster Nuthetäler“ umgeben. Das Gebiet steht seit Anfang 1926 unter Schutz (Datum der Verordnung: 25. Januar 1926), damals noch als „Wäldchen von Jütrichau“ bzw. „Wäldchen nördlich von Jütrichau“ mit einer Größe von 21,6 Hektar. Zuständige untere Naturschutzbehörde ist der Landkreis Anhalt-Bitterfeld.
Das Naturschutzgebiet liegt südöstlich von Zerbst/Anhalt zwischen den Ortsteilen Luso und Jütrichau am Rand des Naturparks Fläming. Es stellt den Rest eines Waldes im Zerbster Ackerland unter Schutz. Der Wald stockt auf überwiegend anmoorigen und moorigen Standorten und verfügt über einen hohen Totholzanteil. Er wird im Westen von Rasenschmielen-Erlenbruch und im Osten von Traubenkirschen-Erlen-Eschenwald gebildet. Die Krautschicht wird von Frühjahrsblühern wie Scharbockskraut, Buschwindröschen, Märzenbecher und Waldbingelkraut gebildet. Weiterhin sind Sumpfsegge, Rasenschmiele, Einbeere, Nesselblättrige Glockenblume und Waldziest zu finden. Eine Besonderheit ist das Vorkommen des Hasenglöckchens, das als Neophyt gilt. In der Strauchschicht ist u. a. Roter Hartriegel zu finden.
Trockenere Standorte werden von Schuppenwurz-Eichen-Hainbuchenwald in einer Flattergras- bzw. einer Waldziest-Ausbildung eingenommen. In der Krautschicht wachsen u. a. Goldnessel, Waldbingelkraut, Moschuskraut, Waldziest und Hainrispengras. Weiterhin sind u. a. Adlerfarn, Zweiblättrige Schattenblume und Weiches Honiggras zu finden.
Der hohe Totholzanteil im Jütrichauer Busch bietet zahlreichen holzzerstörenden Pilzarten eine Lebensgrundlage. So siedeln hier z. B. verschiedene Helmlinge.
In das Waldgebiet sind stellenweise Grünlandflächen eingebettet, die als Möhren-Glatthaferwiesen mit Wiesensilge bzw. an feuchten Standorten als Engelwurz-Kohldistelwiese mit Sumpfdotterblume und Bachnelkenwurz ausgebildet ist.
Das Waldgebiet ist Lebensraum für verschiedene Vögel, darunter Rotmilan, Mäusebussard, Waldschnepfe, Mittelspecht, Wacholderdrossel, Ortolan, Sperbergrasmücke und Steinschmätzer. Auch verschiedene Laufkäfer konnten nachgewiesen werden.
Das Naturschutzgebiet grenzt nach Süden und Osten vor allem an landwirtschaftliche Nutzflächen. Nach Norden und Osten schließen sich auch weitere Waldflächen an.